# Colince Ngaha Poungoue
Colince Ngaha Poungoue, ukr. Колінс Нгаха (ur. 26 kwietnia 1981 w Kamerunie) – kameruński piłkarz, grający na pozycji napastnika, trener piłkarski. Od sierpnia 2017 posiada obywatelstwo ukraińskie.

## Kariera piłkarska

### Kariera klubowa
Wychowanek klubu Bamboutos FC. W 2004 rozpoczął karierę piłkarską w drużynie Podilla Chmielnicki. W latach 2006–2008 bronił barw Nistru Otaci. W czerwcu 2008 zasilił skład Zorii Ługańsk. 28 grudnia 2009 przeszedł do Stali Ałczewsk. Wiosną 2015 występował w amatorskim zespole FK Winnica. 9 lipca 2015 został piłkarzem Awanhardu Kramatorsk. W lipcu 2015 podpisał kontrakt z Nywą Winnica, w której zakończył karierę piłkarza w roku 2017.

## Kariera trenerska
Jeszcze będąc piłkarzem rozpoczął pracę szkoleniową. Pod koniec października 2016 roku, po zwolnieniu Jurija Sołowjenka i jego całego sztabu szkoleniowego, Colins Ngaha pełnił rolę głównego trenera Nywy Winnica. 26 stycznia 2019 został mianowany na stanowisko głównego trenera Nywy Winnica. 26 listopada 2019 opuścił winnicki klub.

## Sukcesy i odznaczenia

### Sukcesy klubowe
Bamboutos FC
- finalista Pucharu Kamerunu: 200?

Nistru Otaci
- brązowy medalista mistrzostw Mołdawii (2): 2006/07, 2007/08
- finalista Pucharu Mołdawii (2): 2006/07, 2007/08

Stal Ałczewsk
- wicemistrz Ukraińskiej Pierwszej Ligi: 2012/13
- brązowy medalista Ukraińskiej Pierwszej Ligi (2): 2010/11, 2013/14

### Sukcesy indywidualne
- najlepszy piłkarz mistrzostw Mołdawii: 2007/08